# Crash Test Dummies
Crash Test Dummies é um grupo de folk-rock canadense de Winnipeg, Manitoba, popular no início dos anos 1990.

## Trajetória
Seu primeiro álbum, muito embora fosse um sucesso enorme em sua terra natal, o Canadá, era pouco conhecido no resto do mundo.
Graças a Harrison Jerry, principal porta-voz e responsável pela produção e divulgação, o álbum God Shuffled His Feet de 1993, quebrou recordes de venda no Canadá e na Europa.
O primeiro single deste álbum, "Mmm Mmm Mmm Mmm", transformou-se num hit a ser batido, no Brasil tornou-se a música mais tocada por várias semanas. Inclusive, integra a trilha sonora internacional da telenovela global Pátria Minha, de 1994.
A Worm's Life foi lançado em 1996, e três anos mais tarde o grupo ressurgiu de uma vez.
Brad Roberts, o homem de frente, recuperou-se do declínio em 2000, com um álbum-solo do líder do grupo, e uma coletânea acústica do Crash Test Dummies e dos Tampas Eclectic.
Foi também durante esta época que Roberts sofreu uma séria pane elétrica do carro, quase perdendo seu braço.
Sete meses mais tarde, entretanto, durante o retorno de Roberts ao grupo, circularia o boato da união a outro novo grupo formado por músicos quem, Roberts, se encontrou durante sua reabilitação.
Ao final de 2001 e início de 2002, mais álbuns-solo na trilha dos membros (Cinderellen de Ellen Reid e Mitch Dorge) e o grupo transformou-se em projeto mais Roberts do que de Brad pelo lado mais tradicional.
Uma formação nova, mais Reid, Brad Roberts e o baixista original Dan Roberts, produziu Jingle do álbum de Natal em 2002. Com o atraso e a distribuição limitada, o álbum tornou-se muito raro de se encontrar.
Este álbum foi reeditado em 2003, juntamente com um novo, com Reid e Dan Roberts adicionando o que havia sido concebido originalmente como projeto solo de Roberts e Brad.
No ano de 2004 teve uma versão da música "Mmm Mmm Mmm Mmm"  da banda que foi feita em português e que foi gravada na voz da banda de pop rock independente brasileira Sonâmbulos.

## Membros
- Brad Roberts — Vocal, guitarra elétrica e acústica
- Ellen Reid — Vocal, piano, teclados, acordeão
- Dan Roberts — Baixo
- Benjamin Darvill — Harmónica, bandolim, guitarra elétrica e acústica
- Mitch Dorge — Bateria

## Discografia

### Álbuns de estúdio
- 1991 - The Ghosts That Haunt Me
- 1993 - God Shuffled His Feet
- 1996 - A Worm's Life
- 1999 - Give Yourself a Hand
- 2001 - I Don't Care That You Don't Mind
- 2002 - Jingle All the Way
- 2003 - Puss 'n' Boots
- 2004 - Songs of the Unforgiven
- 2010 - Oooh La La!
- 2011 - Demo-Litions

### EPs
- 2007 - The Cape Breton Lobster Bash Series

### Compilações
- 2007 - The Best of Crash Test Dummies